# بابلو فونتانيلو
بابلو إيزكويل فونتانيلو (بالإسبانية: Pablo Ezequiel Fontanello)‏ (مواليد 25 فبراير 1984 في لينكولن - الأرجنتين) لاعب كرة قدم إيطالي يلعب حاليا لصالح نادي الدرجة الأولى بارما الإيطالي منذ 2009 في مركز قلب الدفاع .

## روابط خارجية
- بابلو فونتانيلو على موقع اتحاد أوكرانيا (الإنجليزية)
- بابلو فونتانيلو على موقع قاعدة بيانات كرة القدم.إي يو (الإنجليزية)
- بابلو فونتانيلو على موقع Soccerway.com (الإنجليزية)
- بابلو فونتانيلو على موقع عالم كرة القدم.نت (الإنجليزية)
- بابلو فونتانيلو على موقع كووورة
- بابلو فونتانيلو على موقع AS.com (الإسبانية)